# Charlottenlunds slott, Danmark
Denna sida handlar om Charlottenlunds slott i Danmark. För det skånska slottet med samma namn, se Charlottenlunds slott
Charlottenlunds slott är ett kungligt danskt slott, ca 7 kilometer norr om Köpenhamn i Charlottenlund, Gentofte kommun.

## Bakgrund
Slottet ligger i en skogsplantering med samma namn, som tidigare varit djurpark. Slottet byggdes på 1670-talet och kallades då Gyldenlund. Det utvidgades 1733 och fick sitt nuvarande namn efter Kristian VI:s syster Charlotte Amalie. 1880-81 tillbyggdes två flyglar. 
Slottet var senare änkesäte för Louise av Sverige som även tidigare bebott slottet med sin make Fredrik VIII av Danmark och familj.